# Pepsis
Pepsis é um gênero de insetos da família Pompilidae.

## Espécies
Espécies:
- Pepsis achterbergi Vardy, 2005
- Pepsis aciculata Taschenberg, 1869
- Pepsis adonta Vardy, 2005
- Pepsis albocincta Smith, 1855
- Pepsis amyntas Mocsáry, 1885
- Pepsis apicata Taschenberg, 1869
- Pepsis aquila H. Lucas, 1895
- Pepsis assimilis Banks, 1946
- Pepsis asteria Mocsáry, 1894
- Pepsis atalanta Mocsáry, 1885
- Pepsis atripennis Fabricius, 1793, 1804
- Pepsis aurifex Smith, 1855
- Pepsis auriguttata Burmeister, 1872
- Pepsis aurozonata Smith, 1855
- Pepsis australis Saussure, 1868
- Pepsis basalis Mocsáry, 1885
- Pepsis basifusca H. Lucas, 1895
- Pepsis boharti Vardy, 2005
- Pepsis bonplandi Brèthes, 1914
- Pepsis brevicornis Mocsáry, 1894
- Pepsis brunneicornis H. Lucas, 1895
- Pepsis caliente Vardy, 2005
- Pepsis caridei Brèthes, 1908
- Pepsis cassiope Mocsáry, 1888
- Pepsis catarinensis Vardy, 2005
- Pepsis chacoana Brèthes, 1908
- Pepsis chiliensis Lepeletier, 1845
- Pepsis chiron Mocsáry, 1885
- Pepsis chrysoptera Burmeister, 1872
- Pepsis chrysothemis H. Lucas, 1895
- Pepsis cincta (Fabricius, 1793, 1793)
- Pepsis cofanes Banks, 1946
- Pepsis completa Smith, 1855
- Pepsis convexa H. Lucas, 1895
- Pepsis cooperi Vardy, 2000
- Pepsis crassicornis Mocsáry, 1885
- Pepsis cyanescens Lepeletier, 1845
- Pepsis cybele Banks, 1945
- Pepsis dayi Vardy, 2005
- Pepsis deaurata Mocsáry, 1894
- Pepsis decipiens H. Lucas, 1895
- Pepsis decorata Perty, 1833
- Pepsis defecta Taschenberg, 1869
- Pepsis dimidiata Fabricius, 1793, 1804
- Pepsis discolor Taschenberg, 1869
- Pepsis ecuadorae Vardy, 2002
- Pepsis egregia Mocsáry, 1885
- Pepsis elevata Fabricius, 1793, 1804
- Pepsis elongata Lepeletier, 1845
- Pepsis equestris Erischson, 1848
- Pepsis esmeralda Vardy, 2005
- Pepsis festiva Fabricius, 1793, 1804
- Pepsis filiola Brèthes, 1914
- Pepsis flavescens H. Lucas, 1895
- Pepsis flavipennis (Fabricius, 1793, 1793)
- Pepsis foxi H. Lucas, 1897
- Pepsis friburgensis Vardy, 2002
- Pepsis frivaldszkyi Mocsáry, 1885
- Pepsis fumipennis Smith, 1855
- Pepsis gracilis Lepeletier, 1845
- Pepsis gracillima Taschenberg, 1869
- Pepsis grossa (Fabricius, 1793, 1798)
- Pepsis helvolicornis H. Lucas, 1895
- Pepsis heros (Fabricius, 1793, 1798)
- Pepsis hirtiventris Banks, 1946
- Pepsis hyalinipennis Mocsáry, 1885
- Pepsis hymenaea Mocsáry, 1885
- Pepsis hyperion Mocsáry, 1894
- Pepsis ianthina Erichson, 1848
- Pepsis ianthoides Vardy, 2005
- Pepsis inbio Vardy, 2000
- Pepsis inclyta Lepeletier, 1845
- Pepsis infuscata Spinola, 1841
- Pepsis jamaicensis Vardy, 2005
- Pepsis krombeini Vardy, 2005
- Pepsis laetabilis Brèthes, 1908
- Pepsis lampas H. Lucas, 1895
- Pepsis lepida Mocsáry, 1894
- Pepsis limbata Guerin, 1831
- Pepsis luteicornis Fabricius, 1793, 1804
- Pepsis lycaon Banks, 1945
- Pepsis maeandrina H. Lucas, 1895
- Pepsis marginata Palisot de Beauvois, 1809
- Pepsis marthae Vardy, 2002
- Pepsis martini Vardy, 2005
- Pepsis menechma Lepeletier, 1845
- Pepsis mexicana H. Lucas, 1895
- Pepsis mildei Stål, 1857
- Pepsis minarum Brèthes, 1914
- Pepsis montezuma Smith, 1855
- Pepsis multichroma Vardy, 2005
- Pepsis nana Mocsáry, 1885
- Pepsis nanoides Vardy, 2005
- Pepsis nigricans H. Lucas, 1895
- Pepsis nitida Lepeletier, 1845
- Pepsis onorei Vardy, 2002
- Pepsis optima Smith, 1879
- Pepsis optimatis Smith, 1873
- Pepsis pallidolimbata H. Lucas, 1895
- Pepsis petitii Guerin, 1831
- Pepsis pilosa Banks, 1946
- Pepsis plutus Erichson, 1848
- Pepsis pretiosa Dahlbom, 1843
- Pepsis pulawskii Vardy, 2002
- Pepsis pulszkyi Mocsáry, 1885
- Pepsis purpurea Smith, 1873
- Pepsis purpureipes Packard, 1869
- Pepsis riopretensis Vardy, 2002
- Pepsis roigi Vardy, 2000
- Pepsis rubra (Drury, 1773)
- Pepsis ruficornis (Fabricius, 1793, 1775)
- Pepsis sabina Mocsáry, 1885
- Pepsis schlinkei H. Lucas, 1897
- Pepsis seifferti H. Lucas, 1895
- Pepsis seladonica Dahlbom, 1843
- Pepsis sericans Lepeletier, 1845
- Pepsis smaragdina Dahlbom, 1843
- Pepsis sommeri Dahlbom, 1845
- Pepsis stella Montet, 1921
- Pepsis sumptuosa Smith, 1855
- Pepsis taschenbergi H. Lucas, 1895
- Pepsis terminata Dahlbom, 1843
- Pepsis thisbe H. Lucas, 1895
- Pepsis thoreyi Dahlbom, 1845
- Pepsis tolteca H. Lucas, 1895
- Pepsis toppini Turner, 1915
- Pepsis tricuspidata Gribodo, 1894
- Pepsis varipennis Lepeletier, 1845
- Pepsis vinipennis Packard, 1869
- Pepsis viridis Lepeletier, 1845
- Pepsis viridisetosa Spinola, 1841
- Pepsis vitripennis Smith, 1855
- Pepsis wahisi Vardy, 2005
- Pepsis xanthocera Dahlbom, 1843
- Pepsis yucatani Vardy, 2002